# Aeroport de Reus
L'Aeroport de Reus (codi IATA: REU, codi OACI: LERS) és un aeroport ubicat a la província de Tarragona, destinat a donar servei a la part occidental de Catalunya. Té a la vora les instal·lacions de la Base Aèria de Reus i del Centre d'Estudis Superiors de l'Aviació (CESDA), un centre adscrit a la Universitat Rovira i Virgili. I de l'Aero Club de Reus, fundat l'any 1935. Gran part de les seves pistes es troben dins el municipi de Constantí.

## Situació
Al costat de la carretera de Reus a Tarragona, va de la riera del Pi de Bofarull a la de la Boella. Dins del seu perímetre hi havia hagut els masos de Barberà, de Tarrats, d'Ixart, de Miró i del Mitjanca. A 4 quilòmetres a l'est de la ciutat de Reus (Baix Camp), al terme municipal del qual hi ha la meitat de l'aeroport. L'altra meitat és dins el terme municipal de Constantí (Tarragonès); la "frontera" del terme municipal divideix l'aeroport en dues parts. També és proper a Salou i Cambrils, centres turístics de la Costa Daurada que acullen la major part dels viatgers que hi passen, i es troba a 6 quilòmetres de Tarragona.

## Accessos
S'hi accedeix per l'autovia T-11 (N420) de Reus a Tarragona, i actualment hi enllaça el segon cinturó de Reus permetent-hi un accés ràpid des d'altres llocs com Cambrils, Salou i Vila-seca.

## Història
A principis de 1931 es va manifestar la intenció de fundar un Aero Club a Reus, i el 1933 es van comprar els primers terrenys per a instal·lar-hi una pista en una zona plana dedicada a l'avellana. L'Aero Club de Reus va ser inaugurat en 1935 però va suspendre tota activitat durant la Guerra Civil espanyola, i el 1937 va ser militaritzat i engrandit per la compra de terrenys per l'Exèrcit Republicà, que va convertir-lo en una de les tres bases militars de la zona i una de les bases més importants de l'exèrcit republicà on es construïen els Polikàrpov I-15 xatos, amb l'ajuda d'un grup d'enginyers soviètics. L'Aero Club va tornar a l'activitat aeronàutica a finals dels anys 40 i va comprar la primera avioneta. Tot seguit es va constituir la Escuela de formación de Pilotos.
Després de la guerra, en els terrenys propietat del RAC, les Forces Armades Espanyoles van construir-hi una base militar, i l'Aero Club va quedar arraconat en una petita parcel·la des d'on operava. La Base de Reus va acollir els Bf-109F del 23 regiment de l'Exèrcit de l'Aire Espanyol i va preveure l'aterratge d'emergència d'algun aparell de guerra estranger. Reus va ser base de la "Escuela de Caza" fins que es va traslladar a Sevilla, i va ser seu de la "Escuela de Suboficiales del Ejército del Aire", tot i que en aquells moments ja es va iniciar un ús compartit amb l'aviació civil. Finalment, tancada l'escola l'any 1992, la seva activitat es va centrar exclusivament en l'àmbit civil, tot i que encara va quedar un petit destacament militar. La desafecció militar total va significar el traspàs de la propietat de tots els terrenys i edificis a Aena (ens públic que gestiona tres aeroports més a Catalunya -Girona, Barcelona, i Sabadell).
El RAC segueix ubicat en els mateixos terrenys, disposa de dos hangars, i el 2010 es va recuperar un tercer hangar construït durant la guerra civil i conegut com a "Hangar dels russos", ja que el van construir enginyers soviètics. Al costat de l'Aeroport de Reus, hi ha el Centre d'Estudis Superiors de l'Aviació (CESDA) adscrit a la Universitat Rovira i Virgili, model de formació universitària de pilots i tècnics en operacions que té una flota de 10 avions i tres simuladors.
Companyies de baix cost (particularment Ryanair) han potenciat l'aeroport de la Costa Daurada, especialment per la seva proximitat als principals nuclis turístics com Cambrils o Salou, el parc temàtic Port Aventura, i també com accés econòmic a Barcelona, a 95 km. Aquest increment operacional va suposar un important creixement de les xifres. El 1995, prop de 500.000 persones i el 2004 el nombre es va duplicar fins a sobrepassar, per primer cop a la seva història el milió de passatgers. Els següents anys s'ha repetit la xifra d'1.300.000 passatgers, fins al 2008 on el trànsit fou lleugerament inferior. Tot i això, la tendència alcista va fer que el Pla Director es modifiqués i s'adaptés a les noves previsions. Amb la crisi financera la caiguda del nombre de turistes, tan els que arribaven com de població local que viatja a altres països, va afectar molt l'aeroport. El 2015 una mica més de 700.000 passatgers van utilitzar l'aeroport. L'aeroport de Reus tanca el 2018 superant el milió de passatgers.

### L'Aeroclub de Reus
Un conjunt d'afeccionats a l'aviació de la capital del Baix Camp, després de realitzar diverses activitats aèries desenvolupades a la ciutat i voltants, constitueixen el 1935 l'Aeroclub de Reus, iniciant tot seguit els tràmits per la compra dels primers terrenys per la construcció de l'aeroport, on ara és construït.
L'esclat de la Guerra Civil va trencar el desenvolupament del projecte i va acabar amb les activitats de l'Aeroclub de Reus fins a finals dels anys 40, on es reinicien les seves activitats i es constitueix l'Escola de Formació de Pilots i és desenvolupant, a partir d'aquell moment, tota mena de manifestacions i activitats aèries a l'aeroport.
Actualment té uns 265 socis actius i continua amb la seva tasca de formació de pilots privats PPL-JAR, realitza excursions aèrees i "batejos de l'aire".

## Característiques tècniques
L'Aeroport disposa de dues plataformes d'aterratge/enlairament, donant així dues pistes:
- 07/25, amb 45 metres d'amplada i 2.445 metres de llarg de formigó amb resistència PCN 87/R/C/W/T.

Per accedir a les pistes 07 i 25, disposa d'una pista de rodatge paral·lela d'asfalt i de 22 metres d'amplada amb resistència PCN 39/F/B/W/T, que comunica amb 14 estacionaments per diversos avions.
A la capçalera de la pista 25 es troba l'únic sistema lluminós d'ajuda a l'aproximació de precisió CAT I, 900m. Les pistes 07 i 25 disposen de senyals lumíniques a banda i banda de pista, i a les interjeccions amb la de rodatge; les pistes 12/30 no disposen de cap sistema d'il·luminació.

## Estadístiques
Es recullen les dades proporcionades per AENA.
See source Wikidata query and sources.
| Any  | Nombre de passatgers | Nombre d'operacions | Càrrega (mercaderies) |
| ---- | -------------------- | ------------------- | --------------------- |
| 2004 | 1.138.009            | 21.608              | 11.348                |
| 2005 | 1.382.257            | 24.481              | 17.027                |
| 2006 | 1.380.267            | 24.896              | 5.931                 |
| 2007 | 1.306.785            | 25.701              | 11.213                |
| 2008 | 1.278.074            | 26.676              | 119.848               |
| 2009 | 1.706.615            | 30.946              | 9.602                 |
| 2010 | 1.419.851            | 26.520              | 246.045               |
| 2011 | 1.362.683            | 21.494              | 34.818                |
| 2012 | 937.341              | 16.112              | 15.186                |
| 2013 | 971.020              | 16.977              | 60                    |
| 2014 | 850.492              | 15.986              | 700                   |
| 2015 | 705.067              | 13.533              | 10                    |
| 2016 | 817.765              | 14.473              | 0                     |
| 2017 | 1.022.964            | 16.023              | 0                     |
| 2018 | 1.037.576            | 16.855              | 0                     |
| 2019 | 1.046.062            | 17.679              | 122                   |

## Aerolínies
Última actualització: 16 de març de 2020
| Ciutat             | Nom de l'Aeroport                 | Aerolínies                                |               |               |               |               |
| Internacional      | Internacional                     | Internacional                             | Internacional | Internacional | Internacional | Internacional |
| ------------------ | --------------------------------- | ----------------------------------------- | ------------- | ------------- | ------------- | ------------- |
| Alemanya           |                                   |                                           |               |               |               |               |
| Frankfurt del Main | Aeroport de Frankfurt-Hahn        | Ryanair                                   |               |               |               |               |
| Bèlgica            |                                   |                                           |               |               |               |               |
| Brussel·les        | Aeroport de Brussel·les-Zaventem  | TUIfly (xàrter)                           |               |               |               |               |
| Brussel·les        | Aeroport de Brussel·les-Charleroi | Ryanair                                   |               |               |               |               |
| Irlanda            |                                   |                                           |               |               |               |               |
| Cork               | Aeroport de Cork                  | Ryanair / TUI Airways (xàrter)            |               |               |               |               |
| Dublín             | Aeroport de Dublín                | Ryanair / TUI Airways (xàrter)            |               |               |               |               |
| Shannon (Clare)    | Aeroport de Shannon               | Ryanair / TUI Airways (xàrter)            |               |               |               |               |
| Països Baixos      |                                   |                                           |               |               |               |               |
| Eindhoven          | Aeroport d'Eindhoven              | Ryanair                                   |               |               |               |               |
| Polònia            |                                   |                                           |               |               |               |               |
| Gdańsk             | Aeroport de Gdańsk-Lech Wałęsa    | Ryanair                                   |               |               |               |               |
| Regne Unit         |                                   |                                           |               |               |               |               |
| Aberdeen           | Aeroport d'Aberdeen               | TUI Airways (xàrter)                      |               |               |               |               |
| Belfast            | Aeroport Internacional de Belfast | Jet2.com / TUI Airways (xàrter)           |               |               |               |               |
| Birmingham         | Aeroport de Birmingham            | Ryanair / Jet2.com / TUI Airways (xàrter) |               |               |               |               |
| Bristol            | Aeroport de Bristol               | TUI Airways (xàrter)                      |               |               |               |               |
| Cardiff            | Aeroport de Cardiff               | TUI Airways (xàrter)                      |               |               |               |               |
| Doncaster          | Aeroport de Doncaster-Sheffield   | TUI Airways (xàrter)                      |               |               |               |               |
| East Midlands      | Aeroport d'East Midlands          | Ryanair / Jet2.com                        |               |               |               |               |
| Edimburg           | Aeroport d'Edimburg               | Jet2.com                                  |               |               |               |               |
| Glasgow            | Aeroport Internacional de Glasgow | Jet2.com / TUI Airways (xàrter)           |               |               |               |               |
| Leeds              | Aeroport de Leeds Bradford        | Jet2.com                                  |               |               |               |               |
| Liverpool          | Aeroport de Liverpool             | Ryanair                                   |               |               |               |               |
| Londres            | Aeroport de Londres-Gatwick       | TUI Airways (xàrter)                      |               |               |               |               |
| Londres            | Aeroport de Londres-Luton         | EasyJet / TUI Airways (xàrter)            |               |               |               |               |
| Londres            | Aeroport de Londres-Southend      | Ryanair                                   |               |               |               |               |
| Londres            | Aeroport de Londres-Stansted      | Ryanair / Jet2.com                        |               |               |               |               |
| Manchester         | Aeroport de Manchester            | Ryanair / Jet2.com / TUI Airways (xàrter) |               |               |               |               |
| Newcastle          | Aeroport de Newcastle             | Jet2.com / TUI Airways (xàrter)           |               |               |               |               |